# Ожаркі-Ольшанка
Ожаркі-Ольшанка (пол. Ożarki-Olszanka) — село в Польщі, у гміні Рутки Замбровського повіту Підляського воєводства.
Населення — 254 особи (2011).
У 1975-1998 роках село належало до Ломжинського воєводства.

## Демографія
Демографічна структура станом на 31 березня 2011 року:
|          | Загалом | Допрацездатний вік | Працездатний вік | Постпрацездатний вік |
| -------- | ------- | ------------------ | ---------------- | -------------------- |
| Чоловіки | 131     | 26                 | 88               | 17                   |
| Жінки    | 123     | 34                 | 63               | 26                   |
| Разом    | 254     | 60                 | 151              | 43                   |